# Jehuda Widawski
Jehuda Widawski, także Jan Widawski (ur. 26 lipca 1919 w Turku) – przedsiębiorca włókienniczy, ocalały z getta łódzkiego.

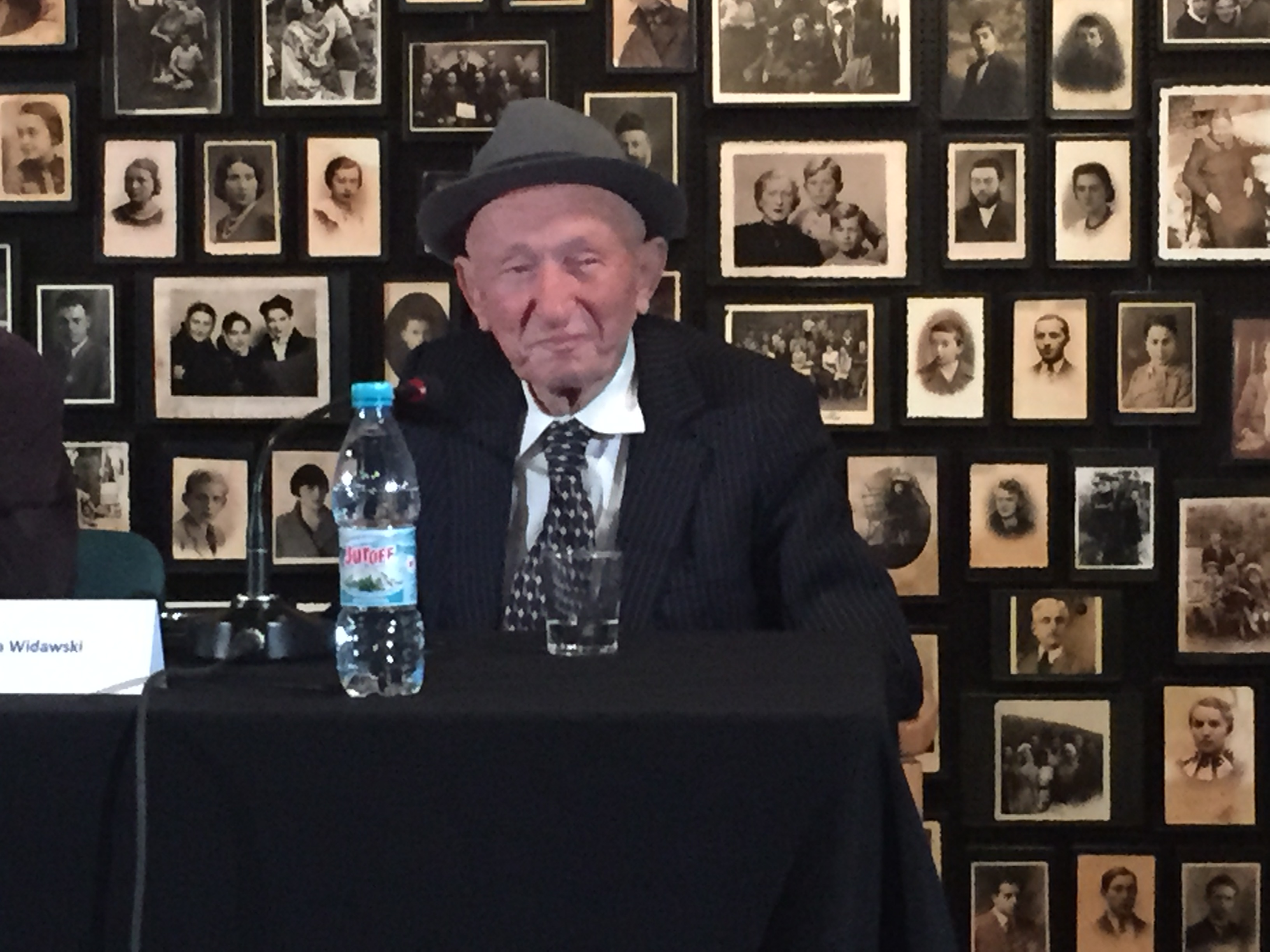
Jehuda Widawski – międzynarodowa konferencja edukacyjna „Pamięć w nas ciągle niedojrzała…” (Oświęcim, 2015)

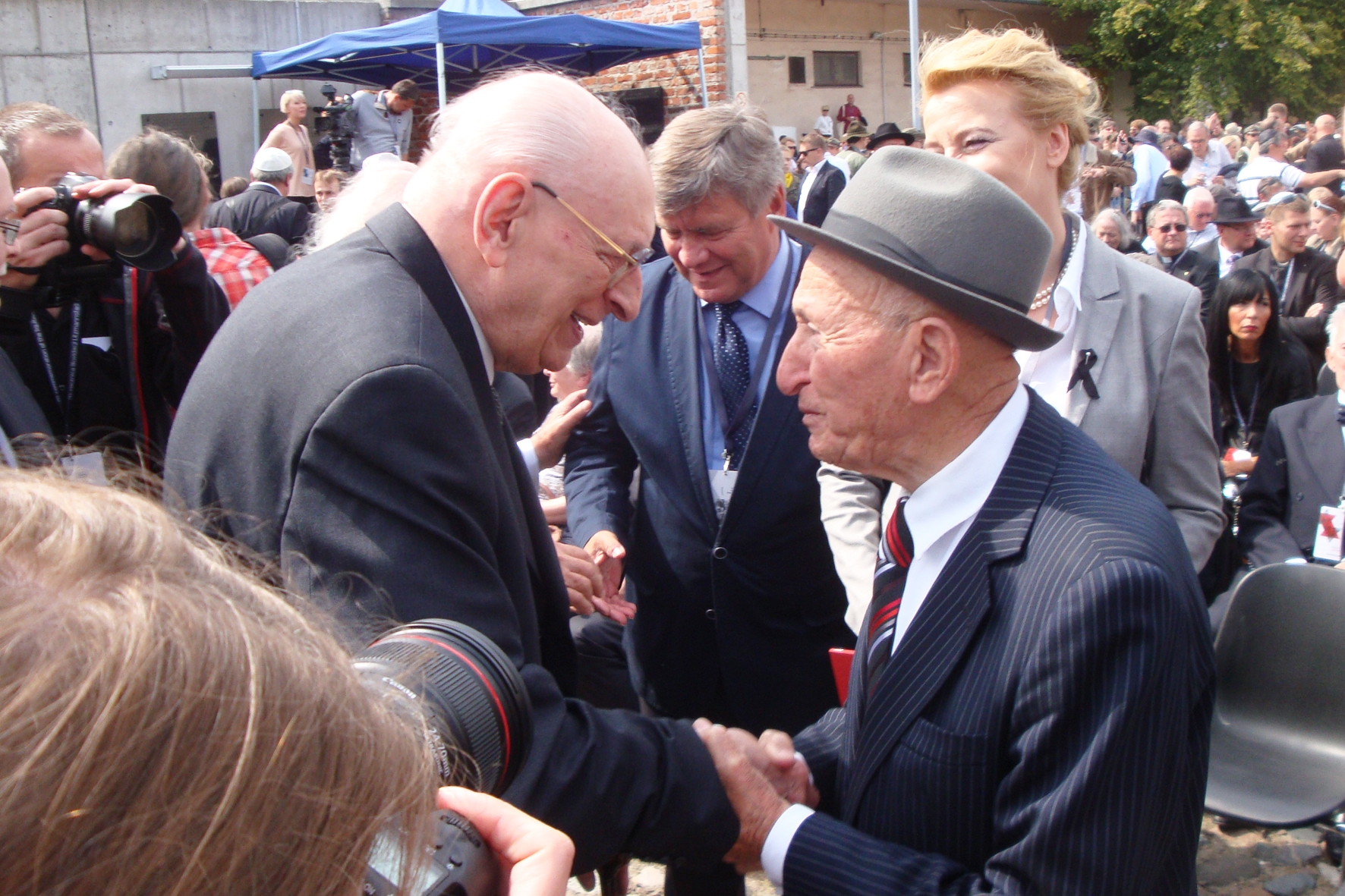
Władysław Bartoszewski i Jehuda Widawski 29 sierpnia 2014 na Stacji Radegast w 70 rocznicę likwidacji Litzmannstadt Getto

## Życiorys

### Do 1939 roku
Rodzice Widawskiego, Abram i Lea, prowadzili w Turku do 1930 roku hurtownię galanterii. Do 1929 roku mieszkał w Turku, z którego przeniósł się wraz z rodzicami do Łodzi, gdzie mieszkali jego dziadkowie. W 1935 roku ukończył w Łodzi Publiczną Szkołę Powszechną, a następnie uczęszczał do gimnazjum wieczorowego przy ul. Cegielnianej 57 (obecnie ul. S. Jaracza), którego nie ukończył.
Działalność zawodową rozpoczął jako nastolatek, zakładając przedsiębiorstwo handlu tekstyliami (bielizną i odzieżą). Był dostawcą wyrobów tekstylnych dla wojska i prywatnych sklepów. Przedsiębiorstwo to mieściło się w Łodzi przy ul. Lipowej 43. Na jego prowadzenie, choć był małoletni, zdobył w 1935 roku zezwolenie Wojewody Łódzkiego. W latach 1935–1939 był aktywny w życiu społecznym i w partii rewizjonistycznej w Łodzi (lokalny przywódca Włodzimierz Żabotyński). Mieszkał przy ul. Zachodniej 36.

### Lata okupacji
Po rozpoczęciu II wojny światowej i napaści na Polskę, Niemcy zajęli Łódź na początku września, a w lutym 1940 roku na terenie najbiedniejszej dzielnicy Łodzi – Bałutach stworzyli getto dla Żydów. W marcu 1940 roku wraz z innymi rodzinami żydowskimi został tam zamknięty Widawski. Mieszkał w mieszkaniu przy ul. Zielnej 13 prowadząc jednocześnie tam, przez 2 lata, pracownię wyrobu galanterii (kołnierzyki do sukienek damskich, żaboty, kokardy, kwiaty, koronki, gipiury). Następnie założył resort (przedsiębiorstwo gettowe) galanteryjny przy ul. Młynarskiej w którym 25 kobiet i 1 mężczyzna (prasowacz) wyrabiali dla Niemców kołnierzyki do sukienek damskich. W getcie organizował nielegalnie (szczególnie po likwidacji szkolnictwa w październiku 1941) ośrodki pracy oraz dokształcające dla małoletnich i dzieci. Szczególne znaczenie miała akcja „postarzania” dzieci w dokumentach Wydziału Meldunkowego i zatrudniania owych dzieci, tak aby w miarę możliwości ochronić je przed wywózką do obozów zagłady (Kulmhof i Auschwitz). Zatrudniał u siebie taką grupę 48 dziewcząt (z domów inteligenckich). Podobną grupę zorganizował przy ul. Żydowskiej. Uczył je szyć na maszynach do szycia marki Singer.
29 sierpnia 1944 został wysłany ostatnim transportem do Auschwitz-Birkenau. W obozie był 8 dni po czym został przeniesiony („sprzedany” jak pisał w jednym ze wspomnień) do fabryki metalowej FDMV w miejscowości Friedland pod Wałbrzychem. Wraz z 300 innymi robotnikami produkował skrzydła do samolotów. Pracował tam od 8 września 1944 do 8 maja 1945. Po trzech tygodniach, w końcu maja 1945 roku, wraz z młodszym bratem Szyją, z którym razem był w obozie, wrócił do Łodzi.

### 1945–1950
W latach 1945–1950 ponownie prowadził w Łodzi, nadal przy ul. Lipowej 43, prywatne przedsiębiorstwo o podobnym profilu, produkujące na ręcznych krosnach (11–12 krosien) chusty dla kobiet i wełniane szale, na krosnach mechanicznych zaś wełniane tkaniny.

### Emigracja
31 stycznia 1950 legalnie wyemigrował (wraz z żoną i synem, urodzonym w 1947) z Polski do Izraela. W Izraelu znalazł się w Tel Awiwie i zaczął tam na własny rachunek (ze wspólnikami Bernsztajnem i Waserzugiem, szwagrem) produkcję tekstyliów. W 1955 wyszedł ze spółki i zmienił branżę, zakładając hurtownię motoryzacyjną – motocykle i części zamienne do aut (prowadził przedstawicielstwo na części zamienne aut niemieckich, 4-osobowych). Prowadził sam, a następnie z synami hurtownię części zamiennych do aut japońskich.
W Izraelu jest aktywny społecznie w upamiętnianiu Holocaustu we współpracy z Jad Waszem (znajduje się tam 6-godzinne nagranie jego wspomnień z Holocaustu). Jest aktywny w Stowarzyszeniu Byłych Łodzian w Izraelu (członek Zarządu).

## Kontakty z Polską
Propaguje wiedzę o Łodzi w czasach Holocaustu. Jest aktywny w restaurowaniu zniszczonego cmentarza żydowskiego w Łodzi, dzięki czemu mogą znaleźć i odwiedzać groby swoich bliskich byli łodzianie rozsiani po całym świecie. Jest członkiem Fundacji Monumentum Iudaicum Lodzense. Przyczynia się do porządkowania cmentarza żydowskiego; wybudował i sfinansował kilka tysięcy nagrobków na Polu Gettowym, gdzie pochowani są ludzie zmarli w czasie okupacji w getcie.
Społecznie zajmuje się porządkowaniem cmentarza żydowskiego, wybudował i sfinansował kilka tysięcy pomników na Polu Gettowym, gdzie pochowani są ludzie zmarli w czasie okupacji w getcie.
W latach 1987–2010 (od czasu wznowienia stosunków między Polską i Izraelem) był w stałym kontakcie z rodzinnym miastem oraz z Łodzią, odwiedzając Polskę przeciętnie 4 razy rocznie, w tym co roku 29 sierpnia w Łodzi, w rocznicę likwidacji Litzmannstadt Getto. Brał udział w odnowieniu synagogi i jesziwy w Lublinie Synagoga w Jeszywas Chachmej Lublin. W gazetach polskich i hebrajskich opublikowane zostały wywiady z nim, wyemitowano wywiady radiowe w Radio Łódź, a także wywiady z nim przeprowadzali studenci Uniwersytetu Łódzkiego.

## Wyróżnienia i odznaczenia
- Wyróżniany i nagradzany wielokrotnie w Izraelu i w Polsce. Postanowieniem prezydenta RP Lecha Kaczyńskiego z 21 sierpnia 2009 został odznaczony Krzyżem Kawalerskim Orderu Zasługi Rzeczypospolitej Polskiej za wybitne zasługi w działalności na rzecz dialogu polsko-żydowskiego oraz w rozwijaniu współpracy między narodami[2]
- Łódź uhonorowała go odznaką „Za Zasługi dla Miasta Łodzi” wręczoną podczas uroczystych obchodów 65-lecia likwidacji Litzmannstadt Getto 27 sierpnia 2009[3][4]